# 유대 고대사

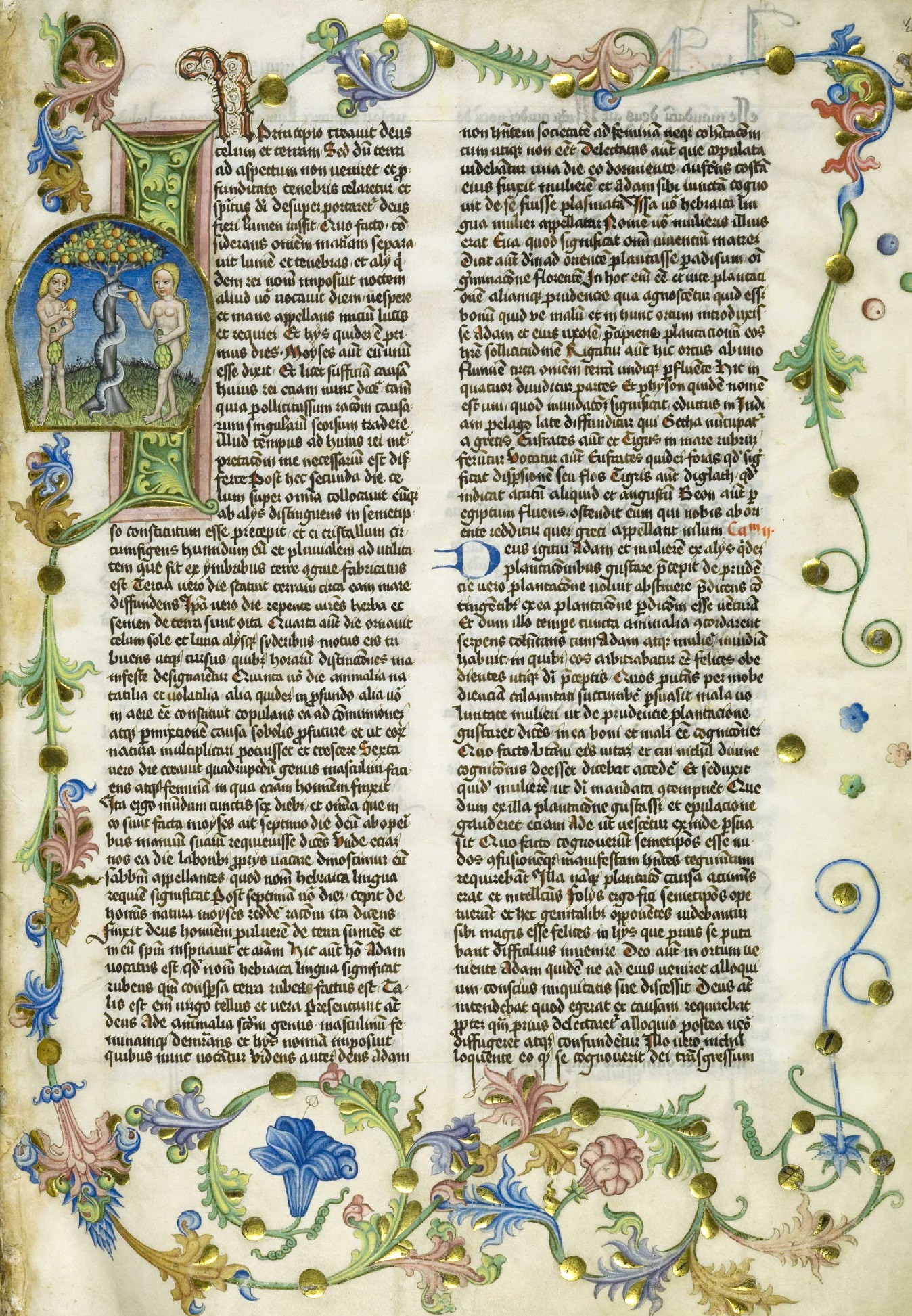
1466년 《유대 고대사》 필사본 한 장, 폴란드 국립도서관

《유대 고대사》(Antiquities of the Jews, 라틴어: Antiquitates Iudaicae; 그리스어: Ἰουδαϊκὴ ἀρχαιολογία, 이우다이케 아르카이올로기아)는 로마-유대인 역사가 플라비우스 요세푸스가 로마 제국 황제 도미티아누스 통치 13년째인 서기 94년에 그리스어로 쓴 20권 분량의 역사학 저작이다. 이 책은 요세푸스의 이방인 후원자들을 위해 유대인의 역사에 대한 설명을 담고 있다. 요세푸스는 처음 열 권에서 아담과 하와의 창조부터 시작하여 히브리어 성경의 사건들을 따른다.
두 번째 열 권은 성경 본문을 넘어 제1차 유대-로마 전쟁(서기 66-73년)까지 유대인의 역사를 계속한다. 이 작품은 요세푸스의 또 다른 주요 저작인 《유대 전쟁사》와 함께 1세기 유대교와 초기 기독교 시대를 이해하고자 하는 역사가들에게 귀중한 배경 자료를 제공한다.

## 내용
요세푸스의 《유대 고대사》는 구약 중간기 역사와 로마에 대한 유대 전쟁의 중요한 자료이다. 《유대 고대사》는 20권으로 나뉘어 있다.
| 권    | 시작                            | 종료                                                                           | 다루는 기간 (년) |
| ----- | ------------------------------- | ------------------------------------------------------------------------------ | ---------------- |
| I     | 천지창조                        | 아브라함의 아들 이삭의 죽음                                                    | 3,833            |
| II    | 이삭의 아들들의 역사            | 고대 이집트로부터 유대인의 출애굽                                              | 250              |
| III   | 이집트로부터의 출애굽           | 광야 40년 중 첫 2년                                                            | 2                |
| IV    | 광야에서 남은 38년              | 가나안에 도착하여 모세의 죽음                                                  | 38               |
| V     | 모세의 뒤를 이은 여호수아       | 제사장 엘리 (성경 인물)의 죽음                                                 | 476              |
| VI    | 블레셋인에 의한 법궤 탈취       | 사울 왕의 죽음                                                                 | 32               |
| VII   | 다윗의 이스라엘 왕국 왕위 등극  | 다윗 왕의 죽음                                                                 | 40               |
| VIII  | 솔로몬의 이스라엘 왕 등극       | 시리아 군과의 전투에서 아합 왕의 죽음, 그리고 여호사밧에 의한 군대의 구원      | 163              |
| IX    | 여호사밧 왕의 통치              | 사마리아 (고대 도시)의 함락                                                    | 157              |
| X     | 유대인의 바빌론 유수            | 다니엘과 신아시리아 제국의 멸망                                                | 182              |
| XI    | 키루스 2세의 페르시아 제국 시작 | 알렉산드로스 대왕의 죽음                                                       | 253              |
| XII   | 알렉산드로스 대왕의 죽음        | 마카베오 전쟁과 유다 마카베오의 죽음                                           | 170              |
| XIII  | 하스몬 왕국의 기원              | 살로메 알렉산드라 여왕의 죽음                                                  | 82               |
| XIV   | 알렉산드라 여왕의 죽음          | 안티고노스 2세 마타티아스의 죽음                                               | 32               |
| XV    | 헤로데 1세의 예루살렘 점령      | 헤로데 왕의 예루살렘 성전 완공                                                 | 18               |
| XVI   | 헤로데 왕의 성전 완공           | 헤로데 아들들의 죽음                                                           | 12               |
| XVII  | 헤로데 아들들의 죽음            | 아르켈라오스 왕의 추방                                                         | 14               |
| XVIII | 헤로데 아르켈라오스 왕의 추방   | 바빌론에 사는 유대인들의 추방                                                  | 32               |
| XIX   | 바빌론에 사는 유대인들의 추방   | 유대의 로마 총독인 쿠스피우스 파두스                                           | 3                |
| XX    | 클라우디우스 황제 시대          | 유대의 총독 게시우스 플로루스. 그의 유대인 적대 행위는 유대 전쟁으로 이어졌다. | 22               |

《유대 고대사》 서문에서 요세푸스는 이처럼 방대한 저작을 집필하게 된 동기를 밝히고 있다. 그는 다음과 같이 썼다.

나는 이 현재의 작업을 모든 그리스인들이 연구할 가치가 있다고 생각하여 착수했다. 왜냐하면 그것은 우리의 모든 고대사와 히브리어 성경에서 해석된 우리 정부의 헌법을 담을 것이기 때문이다.

요세푸스 학자 루이스 펠드먼은 요세푸스 시대에 유대인에 대해 유포되었던 몇 가지 오해를 강조한다. 특히 유대인들은 위대한 역사적 인물과 신뢰할 수 있는 민족의 역사가 부족하다고 여겨졌다. 그들은 또한 비유대인에 대한 적대감을 품고 있다고 비난받았으며, 일반적으로 충성심, 권위에 대한 존경심, 자선심이 부족하다고 생각되었다. 로마 제국에 유대인에 대한 이러한 가혹한 비난이 난무하는 가운데, 요세푸스는 유대 역사의 헬레니즘화된 버전을 제공하기 시작했다. 이러한 작품은 종종 특정 집단이나 신념 체계를 더 넓은 대중에게 변호하는 변증론이라고 불린다.
이 목표를 달성하기 위해 요세푸스는 유대인의 서사에서 특정 내용을 생략하고 심지어 자신의 작품에 헬레니즘적 "광택"을 더하기도 했다. 예를 들어, 모세와 이스라엘 백성이 홍해에서 구원받은 후 부른 "바다의 노래"는 요세푸스의 본문에서 완전히 생략되었다. 그러나 그는 모세가 육보격으로 하나님께 노래를 지었다고 언급하는데, 이는 고대 히브리어에게는 다소 특이한(그리고 그리스적인) 운율 체계이다. 요세푸스는 또한 아브라함이 고대 이집트인들에게 과학을 가르쳤고, 그들이 다시 그리스인들에게 가르쳤으며, 모세가 로마와 같이 군주제를 반대한 원로원적인 사제 귀족제를 세웠다고 썼다. 그리하여 자신의 그리스-로마 청중에게 유대 역사를 더 잘 받아들여지게 하려는 시도로, 성경 이야기의 위대한 인물들은 철인왕적인 이상적인 지도자로 제시되었다.
또 다른 예로, 요세푸스는 이교도의 반유대주의에 대한 우려 때문인지 시나이 산에서 이스라엘 백성의 금송아지 에피소드 전체를 생략했다. 이는 그가 성경적 이야기가 알렉산드리아의 반유대주의자들에 의해 유대인들이 성전에서 나귀 머리를 숭배한다는 주장에 신빙성을 더하는 데 사용될까봐 두려워했기 때문이라고 시사되었다(참조: 《아피온 반박》 2:80, 114, 120; 타키투스, 《역사》 5:4). 그는 또한 고대 이집트인들이 유대인 노예들에게 피라미드를 짓도록 강요했다고 언급하며 "그들[이집트 감독관]은 또한 그들에게 피라미드를 짓도록 했다"고 썼다.
요세푸스는 또한 《유대 고대사》의 부록으로 자신의 개인적인 삶에 대한 짧은 전기, 《비타》를 추가했다.
《유대 고대사》는 귀중하고 때로는 독특한 역사적 자료를 많이 담고 있다. 이는 예를 들어 헬레니즘 국가, 파르티아, 아르메니아, 나바테아 왕국 및 로마 제국의 역사에 적용된다. 중세부터 근대에 이르기까지 이 책은 티투스 리비우스, 타키투스, 수에토니우스, 히에로니무스의 작품과 함께 고대 로마 역사에서 가장 중요한 자료 중 하나로 간주되었다. 이 때문에 요세푸스는 때때로 "그리스인의 티투스 리비우스"라고 불리기도 한다. 《유대 백과사전》은 요세푸스의 헤로데 1세와 그의 아들들에 대한 많은 글이 헤로데의 개인적인 친구였던 다마스쿠스의 니콜라우스의 작품에서 가져온 것으로 추측하는데, 니콜라우스의 글은 대부분 소실되었다. 니콜라우스의 헤로데 아르켈라오스에 대한 서술이 끝나는 시점에서 요세푸스의 서술은 덜 상세해진다. 요세푸스는 니콜라우스의 작품을 알고 있었음을 인정했지만, 요세푸스가 헤로데를 폭군으로 다룬 반면 니콜라우스가 헤로데의 왕위 주장과 자비로움을 과장했다고 비난하기도 했다.
현존하는 이 작품의 사본에는 예수와 야고보 (예수의 형제)에 대한 두 구절이 포함되어 있다. 긴 구절은 테스티모니움 플라비아눔으로 알려지게 되었다. 학자들은 보통 두 번째 구절의 진정성에 동의하는 반면, 첫 번째 구절은 진정하지만 기독교적 보간을 거쳤다고 간주된다.

## 필사본
《유대 고대사》 11-20권의 가장 오래된 그리스어 필사본은 11세기 것으로, 밀라노의 암브로시아나 도서관에 보존된 Ambrosianus 370 (F 128)이다. 그러나 필사본 전통은 복잡하며 많은 필사본이 불완전하다.
플라비우스 요세푸스의 작품은 고대 후기에 인기가 있었다. 그 후 "유대 고대사"의 라틴어 번역본이 나타났다. 이는 히에로니무스 또는 그의 동시대 인물인 티란니우스 루피누스에게 귀속된다. 중세 유럽에서는 "유대 고대사"가 주로 라틴어 번역본(예: 1466년 폴란드 국립도서관의 《유대 고대사》(Rps BOZ 1))으로 널리 유통되었다.
요세푸스 플라비우스의 이 작품은 10세기 초 위대한 시메온 시대의 프레슬라프 문학 학교에서 고대 불가리아어로 번역되었다.
9세기에서 10세기에는 이탈리아에서 히브리어로 쓰인 소위 "요시폰"이 등장했다. 이는 바벨탑 건축부터 서기 70년 로마인에 의한 예루살렘 함락까지의 세계 및 유대 역사의 사건들을 기술했다. 본질적으로 이 연대기는 《유대 고대사》와 《유대 전쟁사》의 요약 번역이었지만, 요세프 벤 고리온이 저자로 명명되었다. 요시폰은 《유대 고대사》 못지않은 인기를 얻었다. 인쇄술의 발명과 함께 요세푸스 플라비우스의 이 주요 작품보다 앞서 1476년에 출판되었다.

## 번역
1602년에 토마스 로지는 《유대 고대사》와 《유대 전쟁사》의 영어 번역본을 출판했다. 이 책은 800페이지가 넘는 분량이었다.
그리스어본 《유대 고대사》의 최초 인쇄판은 1544년에 나왔다. 이어서 1553년(안트베르펜), 1611년과 1634년(쾰른), 1687년(옥스퍼드), 1691년(라이프치히), 1700년(옥스퍼드), 1726년(레이던) 등 여러 출판이 이어졌다. 이미 15세기에서 16세기에는 《유대 고대사》가 네덜란드어, 프랑스어, 이탈리아어, 독일어, 스페인어로 번역되었다. 이 책은 현대어와 라틴어로 모두 출판되었다. 최초의 러시아어 번역본은 1781년에 나왔다. 최초의 이탈리아어 번역본은 1549년 베네치아에서 나왔다.
이 작품의 가장 잘 알려진 번역 중 하나는 1737년에 윌리엄 휘스턴이 제공한 것으로, 그 이후로 계속해서 인쇄되고 있다. 로브 고전 문고는 헨리 세인트 존 새커리와 랄프 마커스의 1926년 번역본을 출판했으며, 이는 학문적으로 일반적으로 선호된다. 요세푸스의 작품과 성경 정경에 대한 교차 참조 장치도 존재한다.

## 같이 보기
- 로마 편년사
- 요세푸스의 예수